# Angelita, la doctora
Angelita, la doctora es una película de drama argentina de 2016 escrita y dirigida por Helena Tritek. La película está protagonizada por Ana María Picchio, Hugo Arana, Norma Aleandro, Mimí Ardú, Mario Alarcón, Silvia Baylé, Esteban Meloni, Chino Darín y Sofía Palomino. Fue filmada en la ciudad de Berazategui.

## Sinopsis
Angelita hace guardias en un hospital público dos noches a la semana y durante el día recorre la ciudad en motoneta para visitar a todos sus pacientes. Ella da todo de sí y ayuda a los que la necesiten, pero no acepta colaboración de nadie. A su vez, tiene un hijo de 19 años que se llama Iván, con el cual las cosas no están muy bien.

## Elenco
- Ana María Picchio como Agelita
- Hugo Arana como Toto
- Silvia Baylé como Amelia
- Mario Alarcón como Ricardo
- Chino Darín como Iván
- Norma Aleandro como Graciela
- Sofía Palomino como Sandra
- Mimí Ardú como Olga
- Edgardo Moreira como Nino
- Lucía Alfonsín como Lucía
- Esteban Meloni como Basurero
- Pochi Ducasse como Vecina
- Natalia Cociuffo como Encargada de cocina
- Roberto Romano como Profesor Saluzzi
- Darío Barassi como Farmacéutico